# リヴァプールのラッセル男爵
リヴァプールのラッセル男爵（英: Baron Russell of Liverpool）はイギリスの男爵、貴族。庶民院議員エドワード・ラッセルが1919年に叙位されたことに始まる。

## 歴史

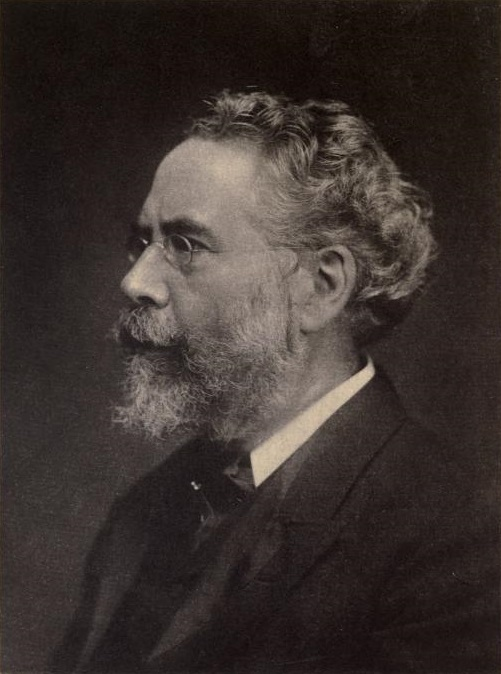
初代男爵エドワード・ラッセル

エドワード・ラッセル(1834-1920)は『リバプール・デイリー・ポスト紙』の編集長を務めたのち政界進出して、グラスゴー・ブリッジトン選挙区選出の庶民院議員に当選した。その彼が1919年10月9日に連合王国貴族としてランカスター王権伯領リヴァプールの,リヴァプールのラッセル男爵(Baron Russell of Liverpool, of Liverpool in the County Palatine of Lancaster)に叙されたことに始まる。彼が叙爵翌年に亡くなると、息子に先立たれていたため孫にあたるエドワードが爵位を継いでいる。
2代男爵エドワード(1895-1981)は第一次世界大戦に従軍したのち、戦後は作家及び歴史家としても活動した。また、彼は第二次世界大戦後にその法曹資格からニュルンベルク裁判や極東軍事裁判の英法務顧問の一員を務めた。エドワードが1981年に没すると、彼もまた長男に先立たれていたことから、その孫のサイモンが爵位を継承した。
3代男爵サイモン(1952-)は1999年貴族院法制定に伴って議席を喪失したものの、2014年に再選を果たしたためクロスベンチャーに属する世襲貴族の貴族院議員として活動している。
彼が2020年現在のリヴァプールのラッセル男爵家現当主である。

## リヴァプールのラッセル男爵(1919年)
- 初代リヴァプールのラッセル男爵エドワード・リチャード・ラッセル（英語版） (1834–1920)
  - リチャード・ヘンリー・ラングレー・ラッセル閣下 (1861–1899)
- 第2代リヴァプールのラッセル男爵エドワード・フレデリック・ラングレー・ラッセル（英語版） (1895–1981)
  - ラングレー・ゴードン・ハズリンデン・ラッセル閣下 (1922–1975)
- 第3代リヴァプールのラッセル男爵サイモン・ゴードン・ジェアード・ラッセル（英語版） (1952 - )

法定推定相続人は現当主の息子であるエドワード・チャールズ・スタンリー・ラッセル(1985 - )閣下。